# Vít Malinovský
Vít Malinovský (* 1. ledna 1965 Praha) je hudebník, pedagog a překladatel z České republiky. Je synem jazykovědce a hudebníka Milana Malinovského.

## Hudba
Studoval hru na klavír, klarinet, klasickou kytaru, v letech 1982–1984 navštěvoval Lidovou konzervatoř (dnes Konzervatoř Jaroslava Ježka) obor klarinet-saxofon. Své první zkušenosti s bluesovou hudbou získal v dejvické hospodě Houtyš, v jejímž sousedství do svých osmnácti bydlel a kde se scházel s tehdy již známými hanspaulskými muzikanty.
V letech 1981–1984 byl klarinetistou Symfonického orchestru pro pracující, 1992–2006 Dechového kvinteta Praha, pro které také komponoval (nezaměňovat s tělesem Pražské Dechové Kvinteto). Byl členem nebo spolupracoval se skupinami Navi Papaja (Ivan Hlas), Bluesberry, RS Vpřed, Dvouletá fáma, OOZ Orchestra, Master's Hammer, dále s Romanem Holým a Matějem Ruppertem (skupina Neruda), Monikou Načevou, Bárou Basikovou a Martinem Krausem. Vedl vlastní hardrockové kapely Trioda a Sex Libris a současně hraje ve skupinách Wooden Shoes a Hlava B. Roku 1986 vstoupil do skupiny Hudba Praha, v letech 1990 až 2008 zde hostoval a od 2009 do jejího rozpadu v roce 2015 byl opět jejím stálým členem.
Na začátku 90. let pracoval jako učitel hudby (klasická a elektrická kytara a baskytara při OKD v Praze 6 (k jeho žákům patřil například také Mardoša ze skupiny Tata Bojs).

## Diskografie

### S Hudbou Praha a Jasnou pákou
- Hudba Praha (1988 Panton, 2 EP)
- Hudba Praha (1990 Panton, SP)
- Hudba Praha (1991 Panton, CD; 2004 EMI Czech Republic, CD)
- 10 let Hudby Praha / Jasná páka – Live (1992 Sdružení vydavatelů, CD, MC)
- Starý pecky (a tak dál…) – Kompilace (1994 Reflex Records, CD, MC)
- Divoký srdce (1996 Bonton Music, CD, MC; 2004 EMI Czech Republic, CD, MC)
- Nashledanou – Live (1997 Bonton Music, 2 CD)
- Jasná páka – od začátku do konce – Live (2001 Bonton Music, 2 CD)
- Jasná Páka, Hudba Praha – 25 pecek – Live (2007 EMI Czech Republic, 2 CD + DVD)
- De Generace (2010 100Promotion, CD)
- …all the Best (2013 Parlophone Czech Republic, CD)

### S Master's Hammer
- Jilemnický okultista (1992 Ivories Records CD, MC)
- Demos (2013, Jihosound Records, 3 CD)

### S Hlavou B
- Hlava B (1987 Panton, SP)
- Blues ve skříni (1998 Panton, SP)
- Bigbít – Kompilace (1990 Bonton Music, CD)

### S Nerudou
- Neruda (2010 EMI Czech Republic, CD, LP)

### S Triodou & Sex Libris
- Trioda Live (1996 Ivories Records, CD; záznamy z koncertů: Chmelnice 1990 a Petynka 1992)
- Trioda 2000 – Božej & Blažej (2000 Ivories Records, CD singl)

### S Chimerou Septagon
- Propast bohů (2011, Underground Records 2011, CD)

### S Petroleum
- Verbalia (2021, Black Barn Music 2021, CD)

## Překladatelská, literární a publicistická činnost
Od poloviny 90. let se věnuje překladatelské činnosti (přeložil přes 60 knižních titulů), přeložil řadu beletristických titulů, například romány skotského spisovatele Irvina Welshe Acid House a Sviňák, antologii Smoke On The Water skupiny Deep Purple, antologii dopisů Johna Lennona, monografie písničkáře Bruce Springsteena, skupin Led Zeppelin a Rolling Stones, autobiografii Iron Man: Moje jízda s Black Sabbath – nebem i peklem kytaristy skupiny Black Sabbath Tonyho Iommiho a další. Je autorem řady povídek, hudebních textů, divadelní hry O zlých bílých tramvajích a několika básnických sbírek, z nichž některé vznikly ve spolupráci s textařem Václavem Koptou. Také působí jako publicista, byl například externím spolupracovníkem a redaktorem hudebních časopisů Rock & Pop, Muzikus apod.

## Pedagogická činnost
V letech 1980–1984 studoval na gymnáziu Wilhelma Piecka (dnes Gymnázium Christiana Dopplera) na pražských Vinohradech, v letech 1989–1992 na stavební fakultě pražského ČVUT obor automatizované systémy řízení ve stavebnictví. V současnosti je pedagogem na dopravní fakultě ČVUT v Praze, kde byl roku 2001 jmenován doktorem. Od roku 1994 byl odborným asistentem na fakultě stavební ČVUT v Praze, od roku 2000 pracuje na fakultě dopravní, kde vyučuje předmětům informatika, programování, mechanika, materiály, technické kreslení a geometrie a od roku 2016 také na České zemědělské univerzitě v Praze na Provozně ekonomické fakultě, kde vyučuje předmětům matematika, matematicko-ekonomické metody a dopravní systémy.